# Концедалов, Митрофан Моисеевич
Митрофан (Дмитрий) Моисеевич Концедалов (1912 — ?) — советский шахтёр, последователь Стаханова.
Настоящее имя Митрофан, с детства уменьшительно звали Митей, поэтому в некоторых документах значится как Дмитрий.
Родился на Харьковщине в селе Ново-Осиnовка.
В 1923—1926 гг. работал по найму у кулаков. В 1928 году приехал в Донбасс в поисках заработка.
На шахте им. И. В. Сталина работал лесогоном, затем крепильщиком. Окончил школу ликбеза и пристрастился к чтению технической литературы. После обучения на курсах забойщиков работал по этой специальности.
На четвертый день после установленного Стахановым рекорда, 5 сентября, спустившись в шахту, нарубил за 6 часов 125 тонн угля. В последующем ещё больше повысил выработку — до 10 сменных норм.
Как один из инициаторов стахановского движения постановлением Президиума ЦИК СССР от 9 декабря 1935 года награждён орденом Ленина. Специальным постановлением аттестационной комиссии присвоено звание мастера угля первого класса.
В 1941—1942 гг. участник войны. 

Памятник зачинателям стахановского движения в Ирмино

Летом 1942 г. демобилизован по личному распоряжению Ворошилова и направлен на работу в Подмосковный каменноугольный бассейн. В конце следующего года вернулся в Донбасс.